# 美郷村立東山中学校
美郷村立東山中学校（みさとそんりつ ひがしやまちゅうがっこう）は、かつて徳島県麻植郡美郷村（現吉野川市美郷）字古土地にあった公立中学校。
生徒数の減少などの理由で1969年3月31日をもって閉校し、同年4月1日に美郷村立美郷中学校に統合された。。

## 概要
- 旧美郷村中心地から東へ5kmほど。盆地が東山地区である。その東端に小中一体だった校舎の跡地がある。
- 現在、廃校時の木造校舎は無い。跡地は、吉野川市立東山小学校専用になった。

### 校歌
- 作詞:
- 作曲:

## 基礎データ
全校生徒数
- 約？人

全卒業生数　
- ？人

最寄バス停

## 沿革
- 1947年（昭和22年） - 東山村立東山中学校を創立。
- 1955年（昭和30年） - 美郷村立東山中学校と改称。
- 1969年（昭和44年）
  - 3月31日 - 生徒数の減少により廃校。
  - 4月1日 - 美郷村立美郷中学校に統合された[1]。

## 関連学校
- 吉野川市立東山小学校
- 吉野川市立種野小学校
- 吉野川市立美郷中学校